# Полски щурец
Полският щурец (Gryllus campestris) е вид насекомо, широко разпространено в Средна и Южна Европа, Средна Азия и Северна Африка. Тялото е черно и достига на дължина 17-22 mm (при женските) и 19-23 mm (при мъжките). За разлика от някои видове щурци, полският щурец няма крила или са слабо развити в горната част под главата. Прави дупка на дълбочина 15-30 cm. Обитава сухи, топли и слънчеви места, среща се по склонове, поляни и др.
Представителите на южните популации започват да пеят още в началото на лятото. Пеещият мъжки застава на входа на своята дупка и ако бъде обезпокоен се скрива веднага в нея. Входът към дупката е закрит с няколко стръкчета трева. Ако към дупката се приближи друг самец, между двамата мъжки се завързва борба. И двамата мъжки се нахвърлят един върху друг, като те удрят тлъстите си глави в опит да ощипят противника. Победителят след това изяжда победения, въпреки че обикновено полските щурци се хранят с растителна храна.
Гласът на самеца привлича самката. Полският щурец е активен главно през деня. По време на копулацията мъжкият отделя сперматофор върху коремчето на женската, което наподобява сперматофора на дългопипалните скакалци, но се отличава по отсъствието на сперматофилакс. Няколко дена след копулацията женската пристъпва към снасянето на яйца, които отлага в почвата с помощта на яйцеполагалото си, което държи вертикално. Женската снася до 500-600 яйца. До месец (юли-август) се излюпват ларви, които много приличат на възрастни, но се отличават основно по малките си размери и отсъствието на крила. След второто линеене те започват да прокопават малки ямички и до началото на зимата линеят още веднъж или два пъти. Прекарват зимата в своите ходове. Последното линеене, след което се формира възрастната форма, се образува през пролетта, приблизително през май.
В някои части от своя ареал полските щурци са заплашени от изчезване поради унищожаването на естествената им среда. В някои райони популациите им са изчезнали. Полският щурец е обявен за насекомо на годината за 2003 г. в Германия.
В България, те живеят основно в Южните Родопи, и Черноморието.